# Vaticanus

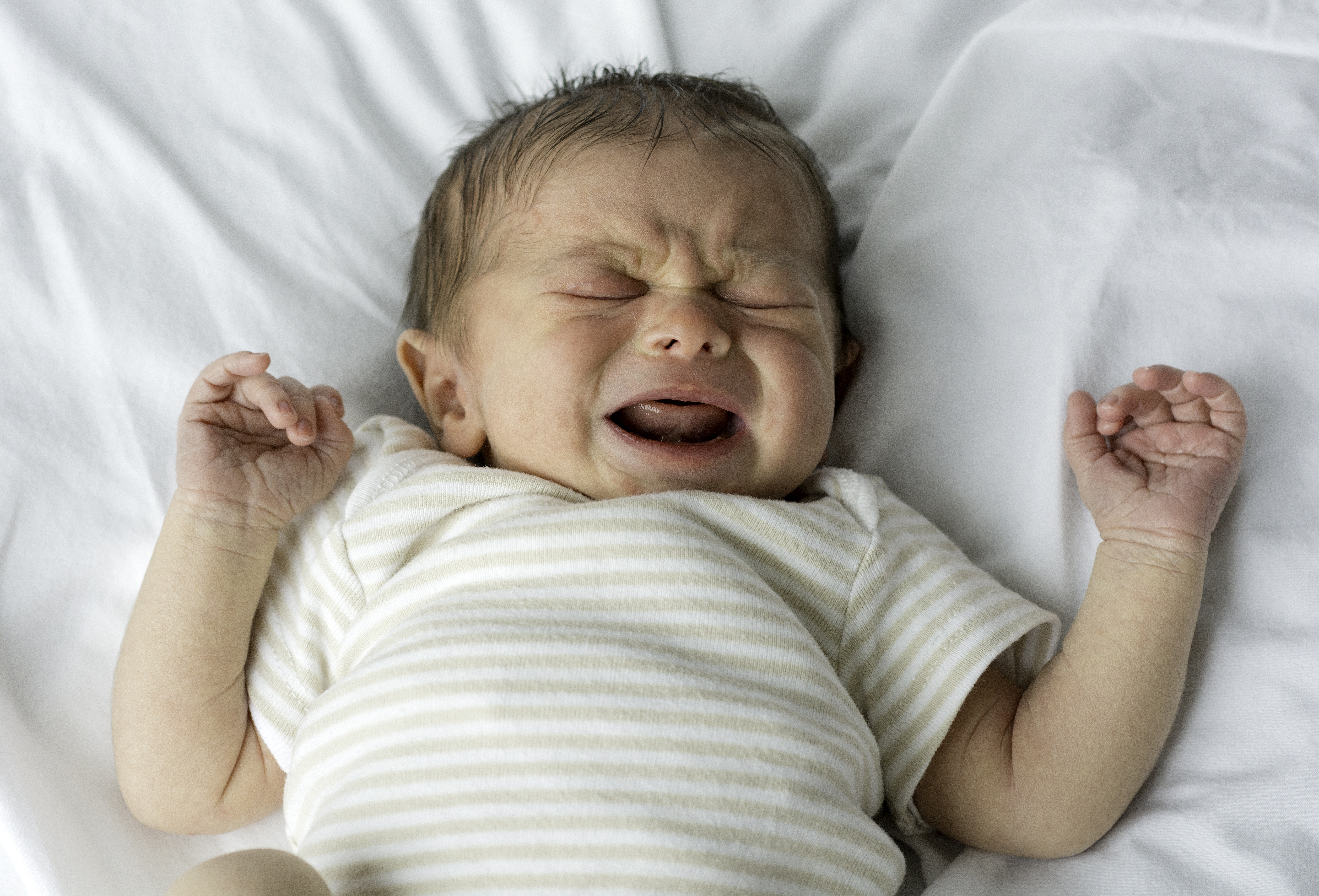
Bébé humain.

Vaticanus, désigné également sous le nom de Vatikanos ou Vagitanus, aurait été, selon Aulu-Gelle, suivi de Augustin d'Hippone, un dieu étrusque présidant aux vagissements des jeunes enfants.
Aulu-Gelle mentionne un deus Vaticanus, littéralement un « dieu prophétique » en référence à Aius Locutius, dans un passage étymologique se référant à Varron : « On a coutume de dire que le mot Vatican doit son nom aux oracles (vaticinia) qui s'y rendaient fréquemment, et que l'on croyait devoir à la divinité qui préside à ce quartier de Rome. Cependant M. Varron, dans ses livres des Choses divines, donne à ce nom une autre étymologie. De même, dit-il, que le dieu Aius fut ainsi nommé, et qu'on lui consacra un autel et une statue que l'on voit au bas de la rue Neuve, parce que nos ancêtres entendirent dans ce lieu une voix céleste, de même on appela Vatican le dieu qui présida aux premiers accents de la voix humaine, car dès l'instant que les enfants viennent au monde, ils prononcent la première syllabe de Vatican ; c'est ce que nous appelons vagir, terme qui exprime le premier son qui sort de la bouche des nouveau-nés. »
Cette étymologie avancée par Aulu-Gelle est erronée : vates, « devin, prophète », racine probable de Vaticanus, n’est pas apparenté à vagire, « vagir ».
Augustin d'Hippone s’est probablement appuyé sur ce texte pour dénigrer les dieux romains et ridiculiser le paganisme dans deux passages du livre IV de La Cité de Dieu (De civitate Dei) où il mentionne Vaticanus : 
« Mais cherchons, je vous prie, parmi cette multitude de dieux qu’adoraient les Romains, quel est celui ou quels sont ceux à qui ils se croient particulièrement redevables de la grandeur et de la conservation de leur empire ? Je ne pense pas qu’ils osent attribuer quelque part dans un si grand et si glorieux ouvrage à la déesse de Cloacina, ou à Volupia, qui tire son nom de la volupté, ou à Libentina, qui prend le sien du libertinage, ou à Vaticanus, qui préside aux vagissements des enfants. »
« Était-il besoin de recommander à la déesse Opis l’enfant qui naît, au dieu Vaticanus l’enfant qui vagit, à la déesse Cunina l’enfant au berceau, à la déesse Rumina l’enfant qui tète, au dieu Statilinus les gens qui sont debout, à la déesse Adéona ceux qui nous abordent, à la déesse Abéona ceux qui s’en vont ? Pourquoi fallait-il s’adresser à la déesse Mens pour être intelligent, au dieu Volumnus et à la déesse Volumna pour posséder le bon vouloir, aux dieux des noces pour se bien marier, aux dieux des champs et surtout à la déesse Fructesea pour avoir une bonne récolte, à Mars et à Bellone pour réussir à la guerre, à la déesse Victoire pour être victorieux, au dieu Honos pour avoir des honneurs, à la déesse Pécunia pour devenir riche, enfin au dieu Asculanus et à son fils Argentinus pour avoir force cuivre et force argent ? »